# Холтланд
Холтланд (њем. Holtland) општина је у њемачкој савезној држави Доња Саксонија. Једно је од 19 општинских средишта округа Лер. Према процјени из 2010. у општини је живјело 2.338 становника. Посједује регионалну шифру (AGS) 3457011.

## Географски и демографски подаци
Холтланд се налази у савезној држави Доња Саксонија у округу Лер. Општина се налази на надморској висини од 4 метра. Површина општине износи 14,7 km². У самом мјесту је, према процјени из 2010. године, живјело 2.338 становника. Просјечна густина становништва износи 159 становника/km².

## Међународна сарадња
| Мјесто  | Држава    | Врста сарадње | Од    |
| ------- | --------- | ------------- | ----- |
| Тен Бор | Холандија | пријатељство  | 1994. |
| Извор   |           |               |       |